# Яригін Юхим Денисович
Юхи́м Дени́сович Яри́гін (9 лютого 1901 — ?) — радянський український партійний та державний діяч, Перший секретар Білоцерківського міськкому Компартії України (1944—1963). Почесний громадянин Білої Церкви.

## Біографія
Обирався делегатом XVIII з'їзду ВКП(б) (1939). Депутат Білоцерківської міської ради (1947—1969).
На посаді 1-го секретаря міськкому партії брав участь у створенні ряду промислових підприємств у Білій Церкві, у тому числі гіганта «Білоцерківшина» (нині АТ «Росава»), та перетворенні міста на індустріальний центр, один із найпотужніших вузлів хімічної промисловості УРСР.
Після виходу на пенсію займався громадською роботою.
Нагороджений орденами «Знак Пошани» (1948 і 1958 року) та медалями «За оборону Кавказу» і «За доблесну працю у Великій Вітчизняній Війні».
Рішенням виконкому Білоцерківської міськради від 26 грудня 1983 року за заслуги у відновленні зруйнованого у роки Другої світової війни міського господарства, його повоєнного розвитку, активну участь у суспільно-політичному житті міста йому було звання «Почесний громадянин Білої Церкви».

## Нагороди та відзнаки
- орден «Знак Пошани»
- медаль «За оборону Кавказу»
- медаль «За доблесну працю у Великій Вітчизняній війні»
- звання «Почесний громадянин Білої Церкви»